# Élection présidentielle macédonienne de 2024
L'élection présidentielle macédonienne de 2024 se déroule les 24 avril et 8 mai 2024 afin d'élire le président de la république de Macédoine du Nord pour un mandat de cinq ans.
Candidat a sa réélection, le président sortant Stevo Pendarovski arrive deuxième et affronte au second tour Gordana Siljanovska-Davkova, candidate malheureuse face à lui au second tour de l'élection présidentielle précédente, qui arrive cette fois-ci largement en tête lors du premier tour.
Des élections législatives sont organisées en même temps que le second tour. Les premières voient la victoire de la VMRO-DPMNE, le parti de Gordana Siljanovska-Davkova, qui remporte quant à elle une victoire écrasante avec plus des deux tiers des suffrages exprimés. Elle devient ainsi la première femme à occuper la fonction présidentielle.

## Contexte

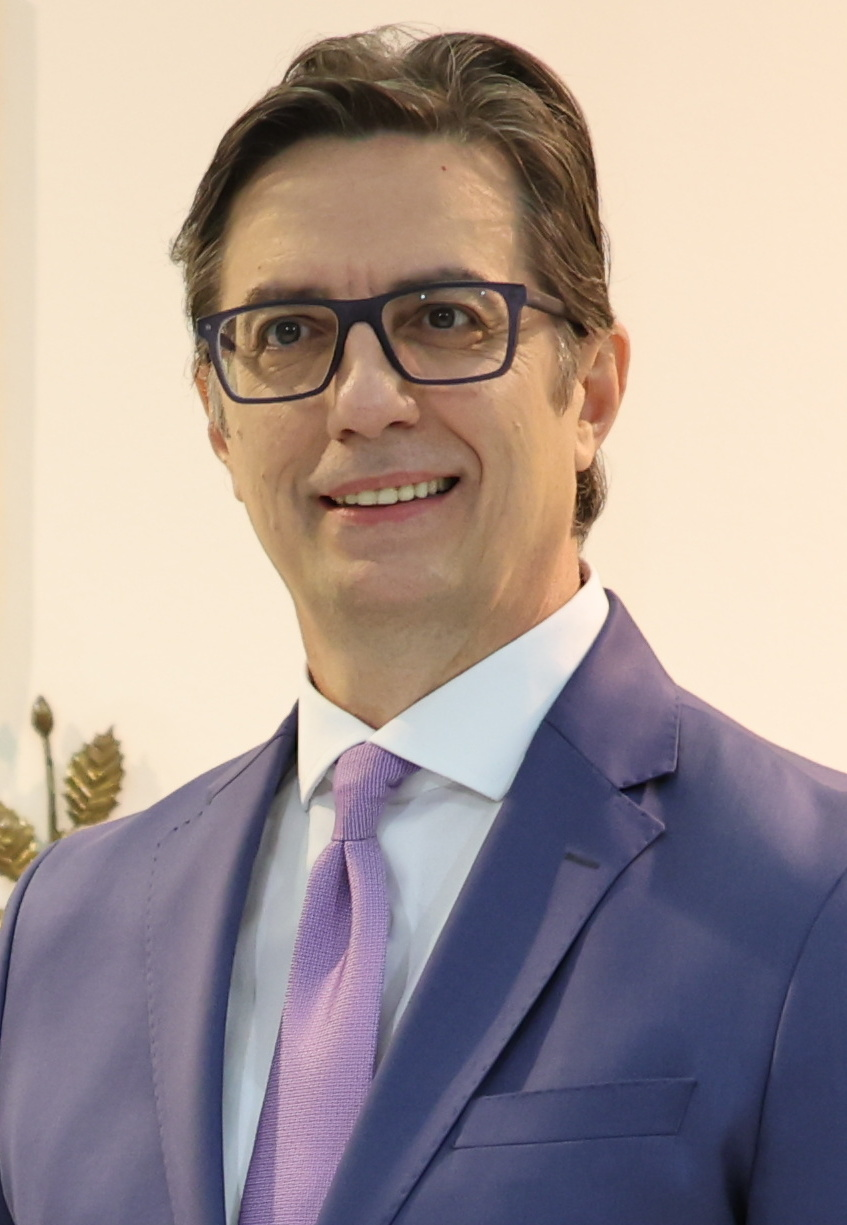
Le président sortant Stevo Pendarovski.

L'élection présidentielle de 2019 est remportée par Stevo Pendarovski, candidat de l'Union sociale-démocrate de Macédoine (SDSM). Arrivée de justesse en tête au premier tour, il bat au second la candidate de l'Organisation révolutionnaire macédonienne intérieure - Parti démocratique pour l'unité nationale macédonienne (VMRO-DPMNE) Gordana Siljanovska-Davkova avec plus de 53 % des suffrages exprimés, à l'issue d'une campagne marquée par la signature quelques mois plus tôt de l'Accord de Prespa, approuvé par référendum en 2018. Ce dernier met fin au différend de longue date opposant le pays à la Grèce quant à son nom officiel, qui devient ainsi « Macédoine du Nord ». Signé par le gouvernement mené par la SDSM, l'accord est cependant vivement contesté par le VMRO-DPMNE, Gordana Siljanovska-Davkova promettant au cours de la campagne de convoquer un référendum pour restaurer celui de « Macédoine ». La victoire de Stevo Pendarovski entérine ainsi le changement de nom et la mise en application de l'accord de Prespa, qui permet au gouvernement du président du gouvernement Zoran Zaev d'entreprendre l'adhésion du pays à l'OTAN le 27 mars 2020 et de débloquer le processus d'adhésion à l'Union européenne, qui faisait de l'accord avec la Grèce un prérequis,.
Fort de ces succès, la coalition « Nous pouvons » menée par la SDSM arrive en tête des élections législatives de 2020, une première depuis 2002,,. Une coalition resserrée avec l'Union démocratique pour l'intégration (BDI/DUI), une formation défendant les droits de la minorité albanaise, est rapidement formée, permettant à Zoran Zaev d'être reconduit au poste de président du gouvernement. La défaite de la SDSM aux élections municipales de 2021 amène cependant Zaev a présenter sa démission le 31 octobre 2021. Après l'échec à une voix près d'une motion de censure déposée par la VMRO-DPMNE, il est remplacé par Dimitar Kovačevski, qui forme un nouveau gouvernement le 28 janvier 2022,,. Talat Xhaferi, membre de la minorité albanaise, prend par la suite la tête d'un gouvernement technique le 28 janvier 2024, en vue d'organiser les élections législatives prévues le 8 mai,.

## Mode de scrutin
Le président de la République est élu au scrutin uninominal majoritaire à deux tours pour un mandat de cinq ans renouvelable une seule fois. Si aucun candidat ne recueille au premier tour la majorité absolue des inscrits - et non des suffrages exprimés -, un second a lieu entre les deux candidats arrivés en tête, et celui recueillant le plus de voix est déclaré élu. Le résultat du second tour n'est cependant considéré comme valide que si le taux de participation atteint le quorum de 40 % des inscrits.
La constitution de 1991 impose aux candidats d'être âgés d'au moins quarante ans et d'avoir résidé dans le pays pendant au moins dix des quinze années précédant le scrutin. Toute candidature doit également recevoir le parrainage d'au moins 30 députés ou 10 000 électeurs inscrits sur les listes électorales.

## Campagne

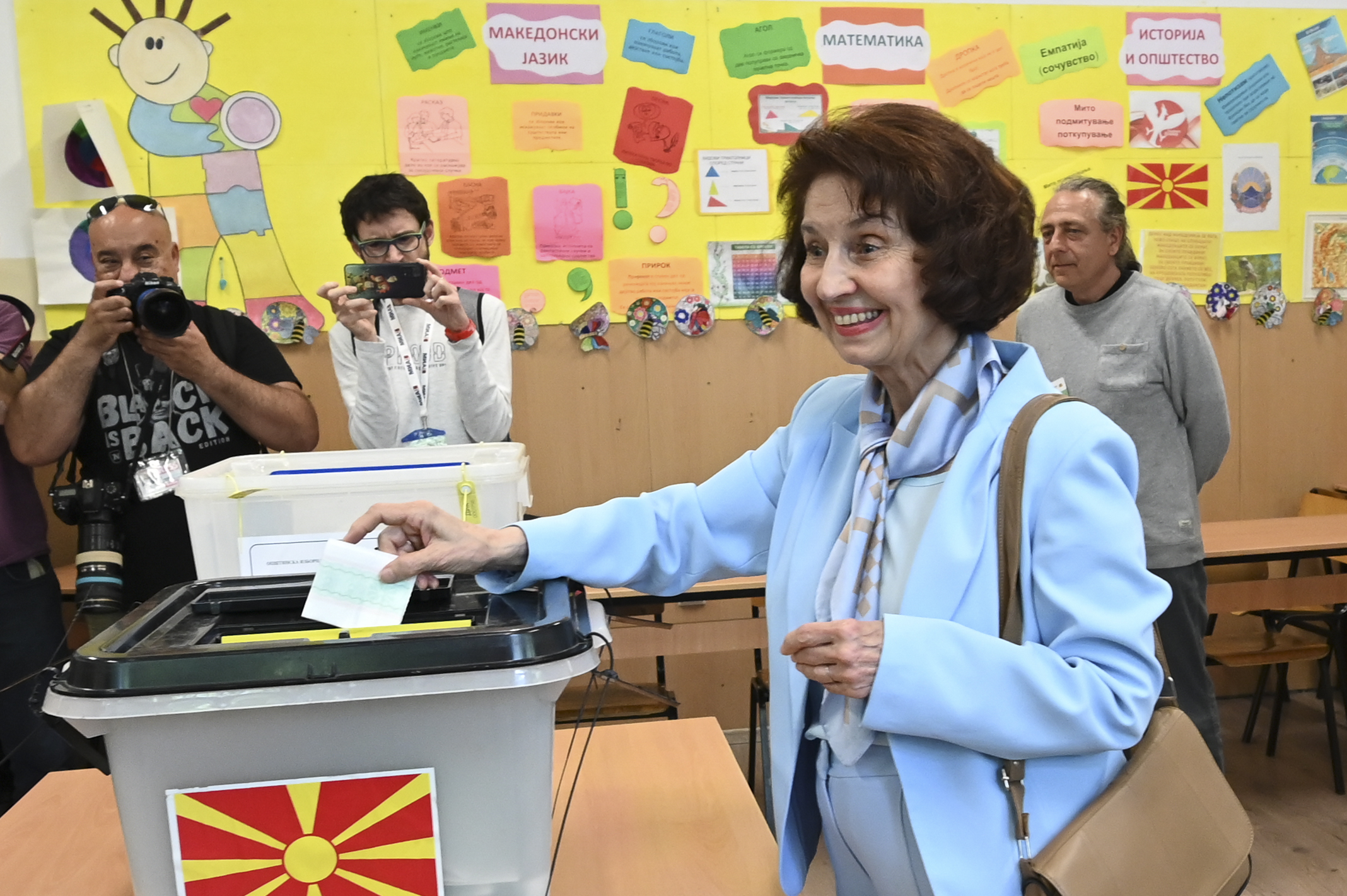
Gordana Siljanovska-Davkova votant lors du second tour de l'élection présidentielle de 2024.

Comme en 2019, la campagne est dominée par le duel entre Stevo Pendarovski et Gordana Siljanovska-Davkova. Il prend également la forme d'un test électoral majeur pour leurs partis respectifs, l'Union sociale-démocrate de Macédoine (USDM) et l'Organisation révolutionnaire macédonienne intérieure - Parti démocratique pour l'unité nationale macédonienne (VRMO-DPMNE), en vue des élections législatives prévues le 8 mai suivant, soit en même temps que le second tour de la présidentielle,.

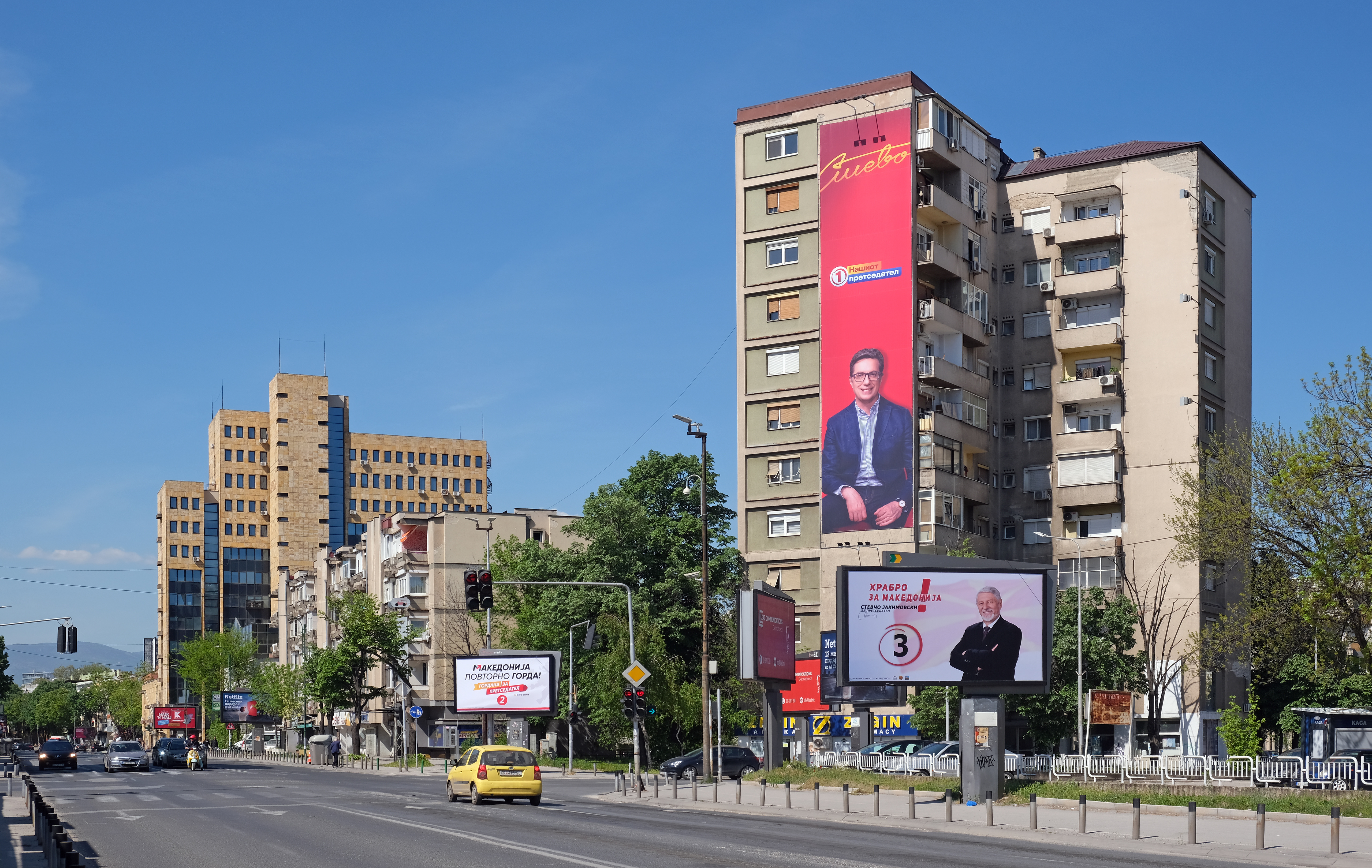
Panneaux électoraux à Skopje

Le président sortant se prononce en faveur d'une révision de la Constitution de 1991 afin de reconnaitre officiellement la minorité bulgare, une condition posée par la Bulgarie à l'accession de la Macédoine du Nord à l'Union européenne (UE) qui domine la campagne. Si l'accord de Prespa, bien que politiquement très difficile à mettre en œuvre, avait lancé une dynamique de réformes et d'optimisme au sein de la population, les nouvelles exigences bulgares conduisent depuis deux ans à un sentiment de dépit généralisé. Si la révision demeure très impopulaire, le règlement de cette question permettrait néanmoins de faire avancer plus rapidement les négociations sur le processus d'adhésion du pays à l'UE, selon Pendarovski,,. Ce dernier met en avant l'adhésion du pays à l'Organisation du traité de l'Atlantique nord (OTAN) sous son premier mandat, et promet de mener à bien celle de l'UE sous son second. Il fait également campagne sur la lutte contre la corruption — qui se révèle le second thème prédominant du scrutin — via une politique plus agressive à l'encontre du crime organisé
Gordana Siljanovska-Davkova rejette quant à elle le calendrier institutionnel proposé. Promettant de « ne pas oublier les intérêts nationaux », elle propose à la place de conditionner la révision constitutionnelle à l'entrée effective de la Macédoine du Nord dans l'UE, en fixant pour date d'entrée en vigueur de la révision celle, future, de l'adhésion. Déjà opposée au changement de nom — bien que ne faisant plus de cette question un élément central de la campagne —, sa formation politique cherche ainsi à trouver un équilibre entre ses positions conservatrices et nationalistes et la nécessité de ne pas bloquer totalement le processus d'adhésion, toujours très attendu par la population,. La candidate fait également campagne sur la lutte contre la corruption, mais en mettant pour sa part l'accent sur une réforme du système judiciaire,.

## Sondages

### Premier tour
|        |                  |       |      |      |      |      |      |     |     |
| IPIS   | avril 2024       | 1 200 | 23,8 | 39,0 | 10,7 | 11,5 | 7,7  | 5,5 | 1,6 |
| CRPC   | 8-13 avril 2024  | 1 210 | 28,8 | 35,0 | 13,6 | 11,5 | 4,6  | 4,5 | 2,1 |
| МКД.мк | 15-24 avril 2024 | 1 200 | 19,8 | 36,5 | 10,5 | 14,3 | 12,1 | 4,9 | 1,5 |
| CRPC   | 4-7 mars 2024    | 1 085 | 29,3 | 35,5 | 14,3 | 9,6  | 5,1  | 4,3 | 2,0 |
| IPIS   | 20 février 2024  | 1 212 | 22,3 | 39,2 | 13,4 | 12,2 | 5,8  | 6,4 | –   |

### Second tour
| Institut | Date            | Échantillon | Pendarovski | Siljanovska |
| Institut | Date            | Échantillon | SDSM        | VMRO-DPMNE  |
| -------- | --------------- | ----------- | ----------- | ----------- |
| Institut | Date            | Échantillon |             |             |
| МКД.мк   | 15-24 mars 2024 | 1 200       | 44,2        | 55,8        |

## Résultats
| Candidats                | Candidats                   | Partis                   | Premier tour | Premier tour | Second tour | Second tour |
| Candidats                | Candidats                   | Partis                   | Voix         | %            | Voix        | %           |
| ------------------------ | --------------------------- | ------------------------ | ------------ | ------------ | ----------- | ----------- |
|                          | Gordana Siljanovska-Davkova | VMRO-DPMNE               | 363 085      | 41,21        | 561 000     | 69,01       |
|                          | Stevo Pendarovski           | SDSM                     | 180 499      | 20,49        | 251 899     | 30,99       |
|                          | Bujar Osmani                | BDI/DUI                  | 120 811      | 13,71        |             |             |
|                          | Maksim Dimitrievski         | ZNAM                     | 83 855       | 9,52         |             |             |
|                          | Arben Taravari              | AA                       | 83 337       | 9,46         |             |             |
|                          | Biljana Vankovska           | Indépendante             | 41 331       | 4,69         |             |             |
|                          | Stevčo Jakimovski           | GROM                     | 8 121        | 0,92         |             |             |
|                          |                             |                          |              |              |             |             |
| Votes valides            | Votes valides               | Votes valides            | 881 039      | 97,29        | 812 899     | 94,39       |
| Votes blancs et nuls     | Votes blancs et nuls        | Votes blancs et nuls     | 24 560       | 2,71         | 48 289      | 5,61        |
| Total                    | Total                       | Total                    | 905 599      | 100          | 861 188     | 100         |
| Abstention               | Abstention                  | Abstention               | 908 718      | 50,09        | 953 129     | 52,53       |
| Inscrits / participation | Inscrits / participation    | Inscrits / participation | 1 814 317    | 49,91        | 1 814 317   | 47,47       |

 Représentation des résultats du second tour :
| Gordana Siljanovska-Davkova (69,01 %) |  |  | Stevo Pendarovski (30,99 %) |
| ▲                                     |  |  |                             |
| Majorité absolue                      |  |  |                             |

## Analyse et conséquences

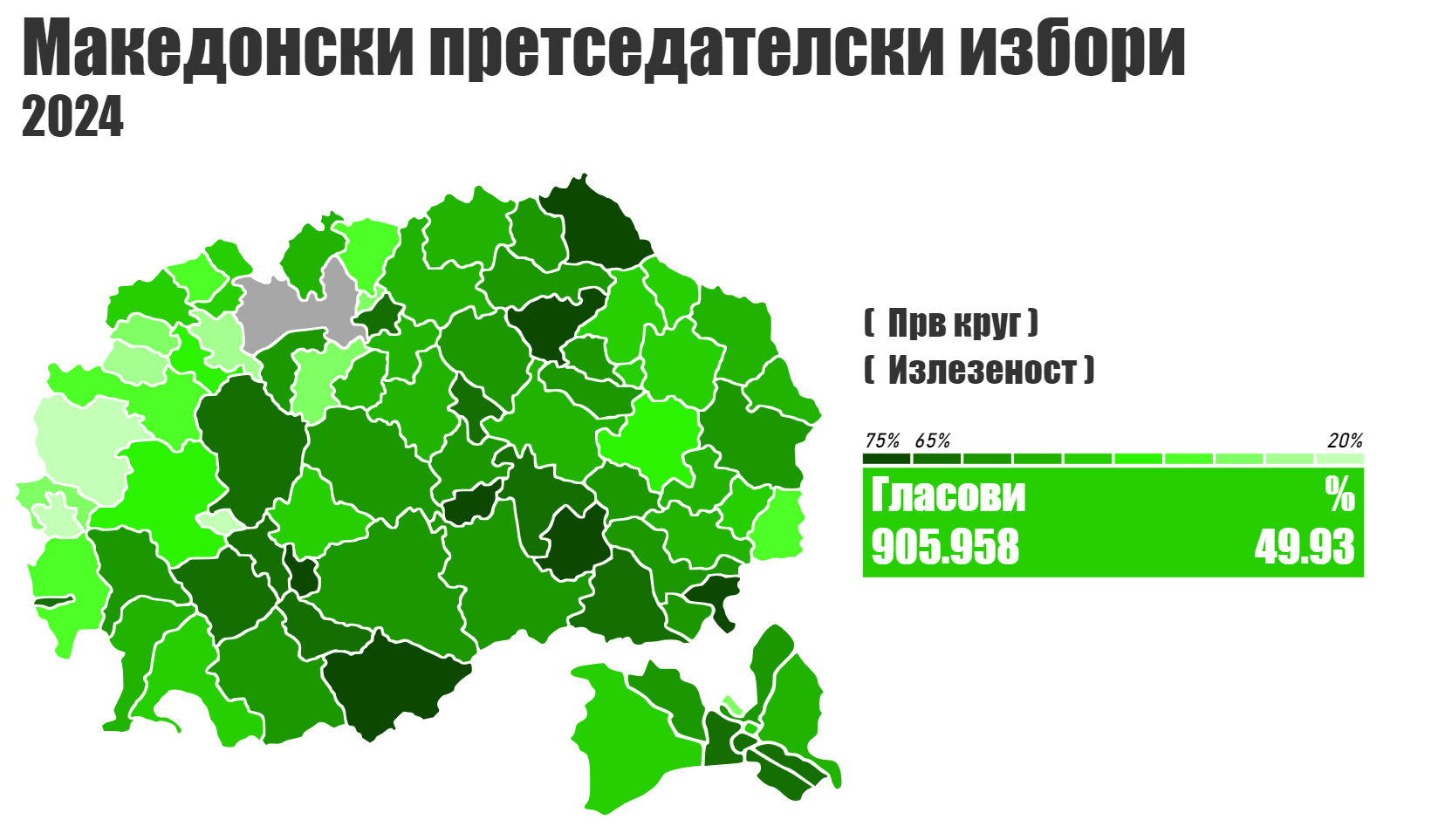
Participation par commune au 1er tour

Le premier tour connait une hausse de la participation, qui atteint presque 50 % contre 41 % en 2019. Gordana Siljanovska-Davkova arrive très largement en tête avec plus de 41 % des suffrages exprimés, contre environ deux fois moins pour Stevo Pendarovski, arrivé deuxième. Décrivant le résultat comme un « nouveau départ », elle déclare qu'il « est temps pour le gouvernement de partir » et appelle les électeurs à prouver que la Macédoine du Nord « a toujours fait partie de l'Europe ». Stevo Pendarovski exprime quant à lui sa surprise et sa déception au vu de ses résultats, mais se déclare confiant envers ses chances de rattraper son retard au second tour, avec notamment le soutien de la minorité albanaise.

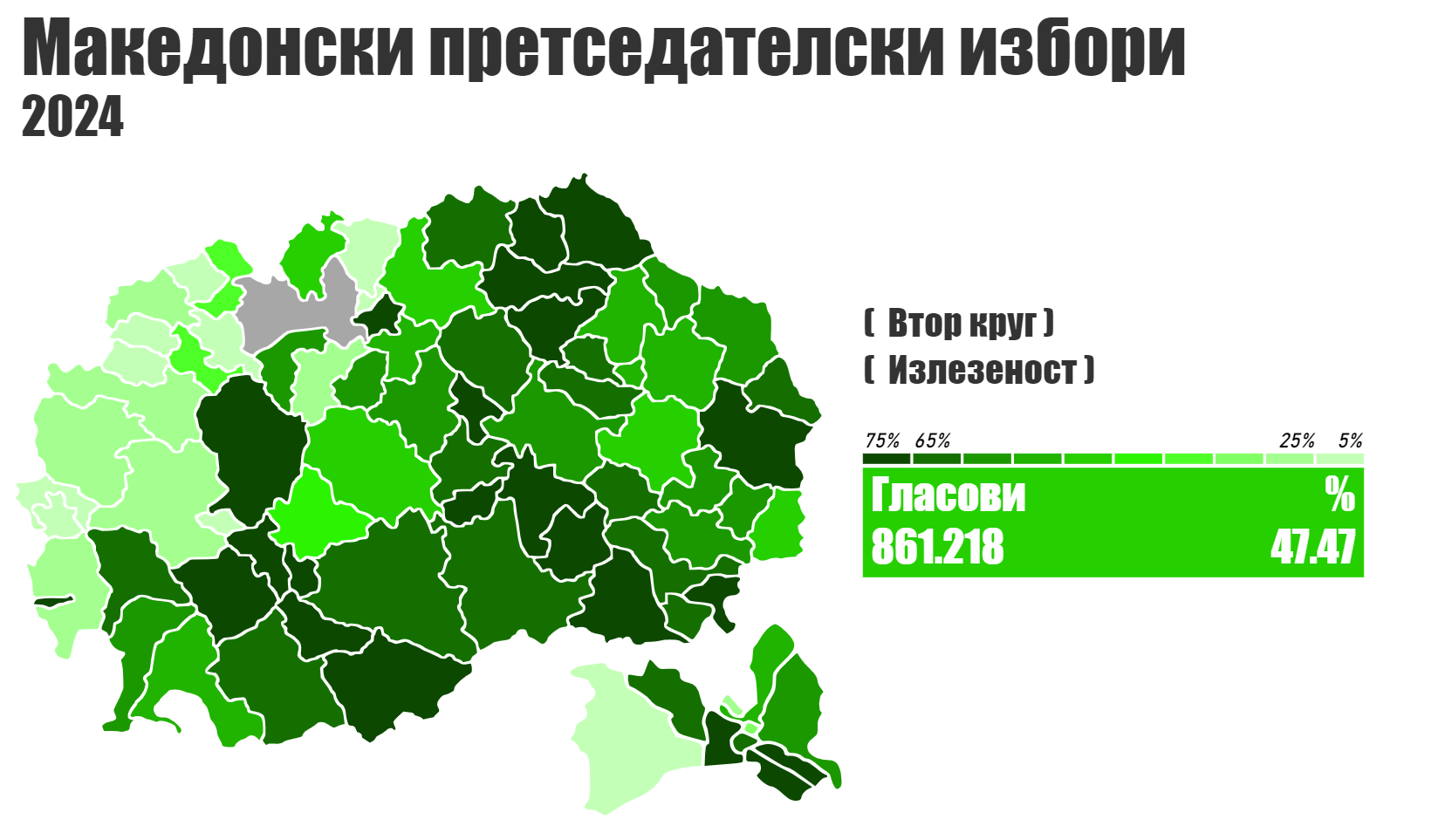
Participation par commune au 2e tour

Aucun candidat n'ayant obtenu la majorité absolue du total des inscrits, soit 907 159 voix, un second tour est organisé en même temps que les élections législatives le 8 mai, afin de départager les deux candidats arrivés en tête. Ceux-ci redoublent d'efforts pour obtenir le ralliement jugé déterminant des cinq candidats éliminés au premier tour.
Arrivés respectivement troisième et cinquième, les candidats Bujar Osmani, de l'Union démocratique pour l'intégration (BDI/DUI), et Arben Taravari, de l'Alliance pour les Albanais (AA) mettent ainsi en avant les intérêts de la minorité albanaise qu'ils représentent tous deux. Bujar Osmani propose notamment d'apporter son soutien au candidat promettant de modifier la Constitution afin que le président de la République soit à l'avenir élu au suffrage indirect par les membres de l'Assemblée, ce qui permettrait selon lui de favoriser l'élection d'un membre de la minorité albanaise à la tête de l’État. Sa proposition est cependant rejetée aussi bien par Gordana Siljanovska-Davkova que par Stevo Pendarovski, qui jugent plus démocratique l'élection au scrutin direct.

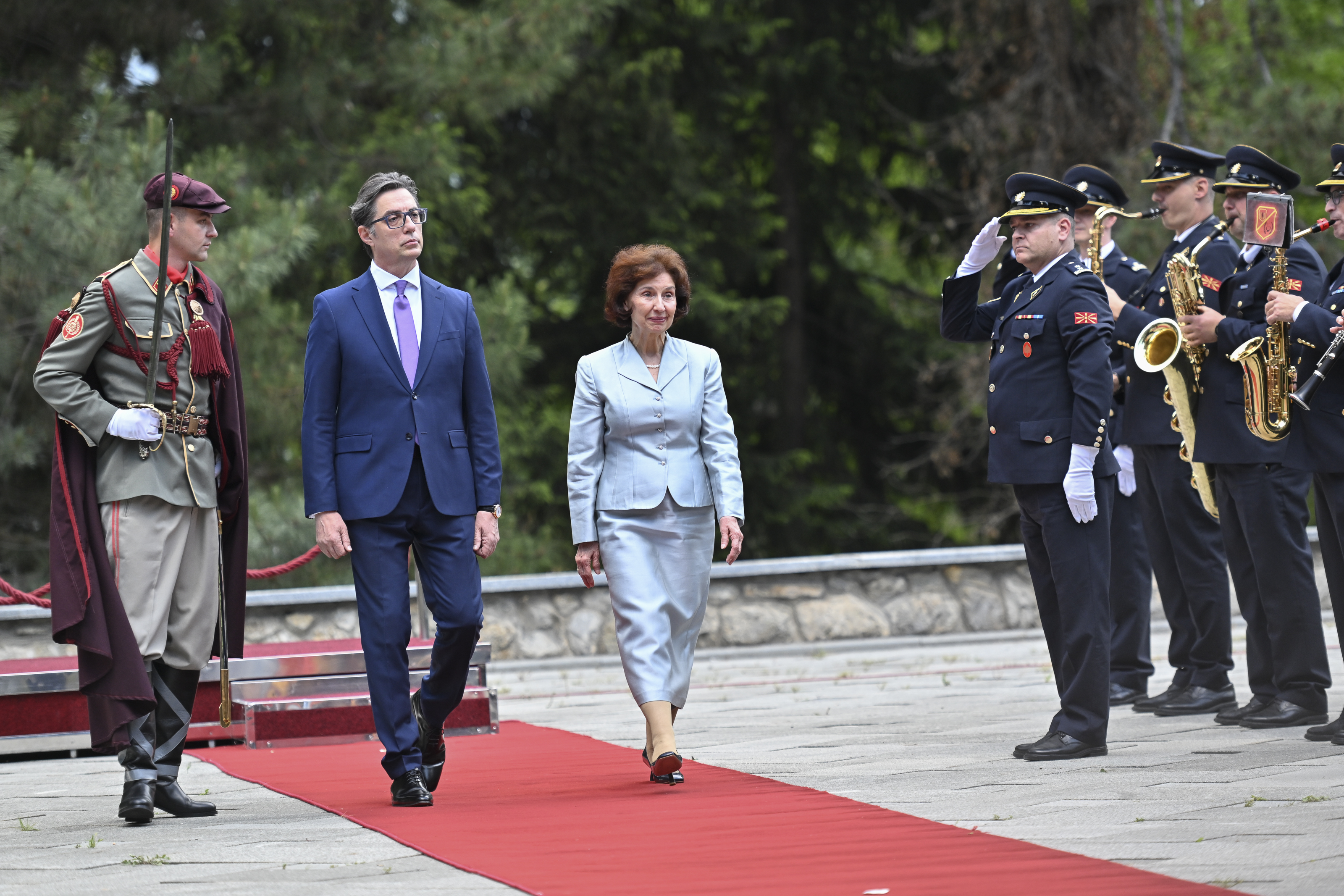
Stevo Pendarovski et Gordana Siljanovska-Davkova lors de la passation de pouvoir le 12 mai

Arrivé quatrième, le candidat de Pour notre Macédoine (ZNAM), Maksim Dimitrievski, représente quant à lui une réserve de voix à gauche, par conséquent plus proche du président sortant que de Gordana Siljanovska-Davkova, positionnée à la droite de l'échiquier politique.
Perçu comme un référendum sur l'avenir européen du pays, le second tour voit Gordana Siljanovska-Davkova l'emporter très largement avec plus des deux tiers des suffrages exprimés. Stevo Pendarovski reconnait sa défaite au lendemain du second tour. Première femme élue à cette fonction en Macédoine du Nord, la nouvelle présidente — qui prête serment le 12 mai — se voit par ailleurs assurée de bénéficier d'une majorité favorable à l'Assemblée, la coalition menée par son parti, l'Organisation révolutionnaire macédonienne intérieure - Parti démocratique pour l'unité nationale macédonienne (VMRO-DPMNE), ayant également remportée les élections législatives,,.